# Sebadoris fragilis
Espèce
Sebadoris fragilis est une espèce de limace de mer, un mollusques gastéropodes nudibranches.

## Description

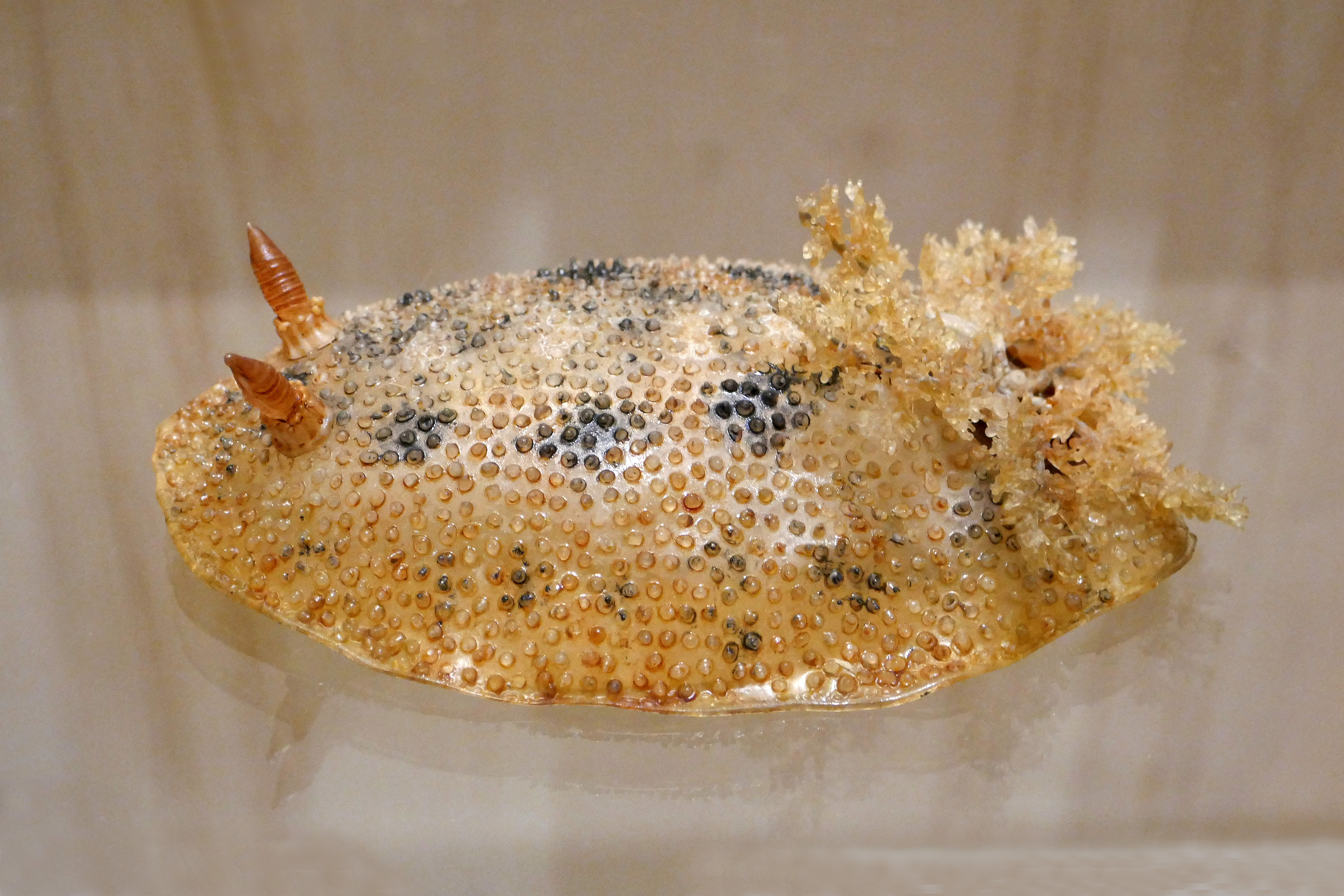
Modèle en verre peint Blaschka – Musée zoologique de la ville de Strasbourg.